# مرداس بن أبي عامر السلمي
مرداس ابن ابي عامر السلمي، هو زوج الخنساء وأبو الصحابي الجليل عباس بن مرداس وصديق حرب بن أمية وشريكه وصاحب الفكرة في ازدراع الوادي المشهور بالجن.

## نسبه
هو  مرداس بن أبي عامر بن حارثة بن عبد بن عبس بن رفاعة بن الحارث بن بن بهثة السُّلمي من بني سليم بن منصور

## اختياره للوادي
عندما زار حرب بن أمية هو وإخوته مرداس لان بعد حرب الفجار التي فرقتهم مر بالقرية (ويقال إنه وادي) وهي إذ ذاك غيضة شجر ملتف لا يرام فقال له مرداس بن أبي عامر: ما ترى هذا الموضع قال بلى وقال حرب (نعم المزدرع) وأخبره مرداس أنه شريكه في ازدراع وحرق الوادي معه.
وكان الوادي مشهور بالجن وتشاورو بشأن أن الوادي مسكون وقال له حرب احرق الوادي. عندما جاء مرداس لحرق الوادي ومعه شعله قال أبيات وهي :
```
إني انتخبت لها حرباً وإخوته - إني بحبل وثيق العقد دساس
```

```
إني أقوم قبل الأمر حجته - كي ما يقال ولي الأمر مرداس
```

فلما حرقوه بدأت تظهر حيايا (ثعابين) بيضاء تطير وسمعوا أصوات صياح الجن وقد سمع بيت شعر قاله أحد الجن وهو:
```
ويلٌ لحربٍ فارساَ - مُطاعِناً مُخَالِسَا
```

```
ويل لعمرو فارسا - إذ لبسوا القَوَانِسا
```

```
لَنَقْتُلَن بقتله - جَحاجحاً عنابِسا  
```

## وفاته
قتلته الجن بعد أن أحرق الوادي ويقال انهم قتلوه خنقاً.